# Ah, But Underneath (Desperate Housewives)
"Ah, But Underneath" er 2. afsnit i den amerikanske TV-serie, Desperate Housewives. Afsnittet er instrueret af Larry Shaw og skrevet af Marc Cherry.

## Resumé
Damerne overvejer at fortælle Mary Alice mand Paul om det anonyme brev. Men Poul har om natten travlt med at grave en mystisk kasse opfra bunden af hans pool, en kasse som viser sig være en kiste. Gabrielle som mistænkter at Carlos er ved at hale ind på hendes affære, er desuden bekymret over, at den kun 17 årige elsker John er ved at blive forelsket i hende. Bree foreslår sin mand Rex, at de skal starte op i ægteskabsrådgivning. Edies villa brænder ned, hvorefter Martha Huber finder et bevis, der kan drage Susan til ansvar for branden – hendes målebæger. Edie og Susan fortsætter med at slås om Mikes kærlighed, da han inviterer dem begge til middag. Lynette drives til vanvid af sine børns adfærd, hun tyr til en ekstrem disciplin teknik, der i sidste ende giver bagslag. Rex bebrejder Bree for deres ægteskabelige problemer i deres første rådgivnings session med Dr. Goldfine. Paul kaster kisten ud i byens sø.

## Prolog & Epilog
Hvert afsnit af Desperate Housewives starter med en prolog og afsluttes med en epilog fortalt af Brenda Strong, som spiller Mary Alice Young i TV-serien.

### Prolog
Der sker noget sært, når vi dør. Vores sanser forsvinder. Smagssans, følesans og lugtesans bliver et fjernt minde. Men vores syn? Vores syn udvider sig. Pludselig kan vi se den verden vi forlod meget tydeligt. det meste af det, de døde kan se, kunne også være synligt for de levende. Hvis de bare ville tage sig tid til at se efter.
Som min veninde Gabrielle. Jeg skulle have set, hvor ulykkelig hun var. Jeg så kun hendes tøj fra Paris, hendes platinjuveler og hendes splinternye diamantur.
Hvis jeg havde set nærmere efter, havde jeg set, at Gabrielle var ved at drukne og desperat søgte efter en redningsflåde. Heldigvis for hende fandt hun en. Gabrielle anskuede sin unge gartner som et middel til at give sit liv lidt spænding.
Men nu ville hun snart opdage, hvor spændende hendes liv kunne blive.

### Epilog
Ja, når jeg ser tilbage på den verden, jeg forlod, står alting meget klart.
Skønheden, der venter på at blive afsløret. Mysteriet, der venter på at blive opklaret. Men folk stopper sjældent op og ser efter. De fortsætter bare.
Det er en skam. Der er så meget at se.

## Skuespillere
- Susan Mayer : Teri Hatcher
- Lynette Scavo : Felicity Huffman
- Bree Van De Kamp : Marcia Cross
- Gabrielle Solis : Eva Longoria
- Edie Britt : Nicollette Sheridan
- Rex Van De Kamp : Steven Culp
- Carlos Solis : Ricardo Antonio Chavira
- Paul Young : Mark Moses
- Julie Mayer : Andrea Bowen
- Zachary (Zach) Young : Cody Kasch
- Johnathan (John) Rowland : Jesse Metcalfe
- Mary Alice Young : Brenda Strong
- Mike Delfino : James Denton

### Gæste-skuespillere
- Martha Huber : Christine Estabrook
- Dr. Albert Goldfine : Sam Lloyd
- Midaldrende kvinde : Jan Hoag

### Øvrige Medvirkende
- Preston Scavo : Brent Kinsman
- Porter Scavo : Shane Kinsman
- Parker Scavo : Zane Huett
- Betjent : Timothy Brennen
- Dyrelæge : Adam Lieberman